# Michael Wolf (Philosoph)

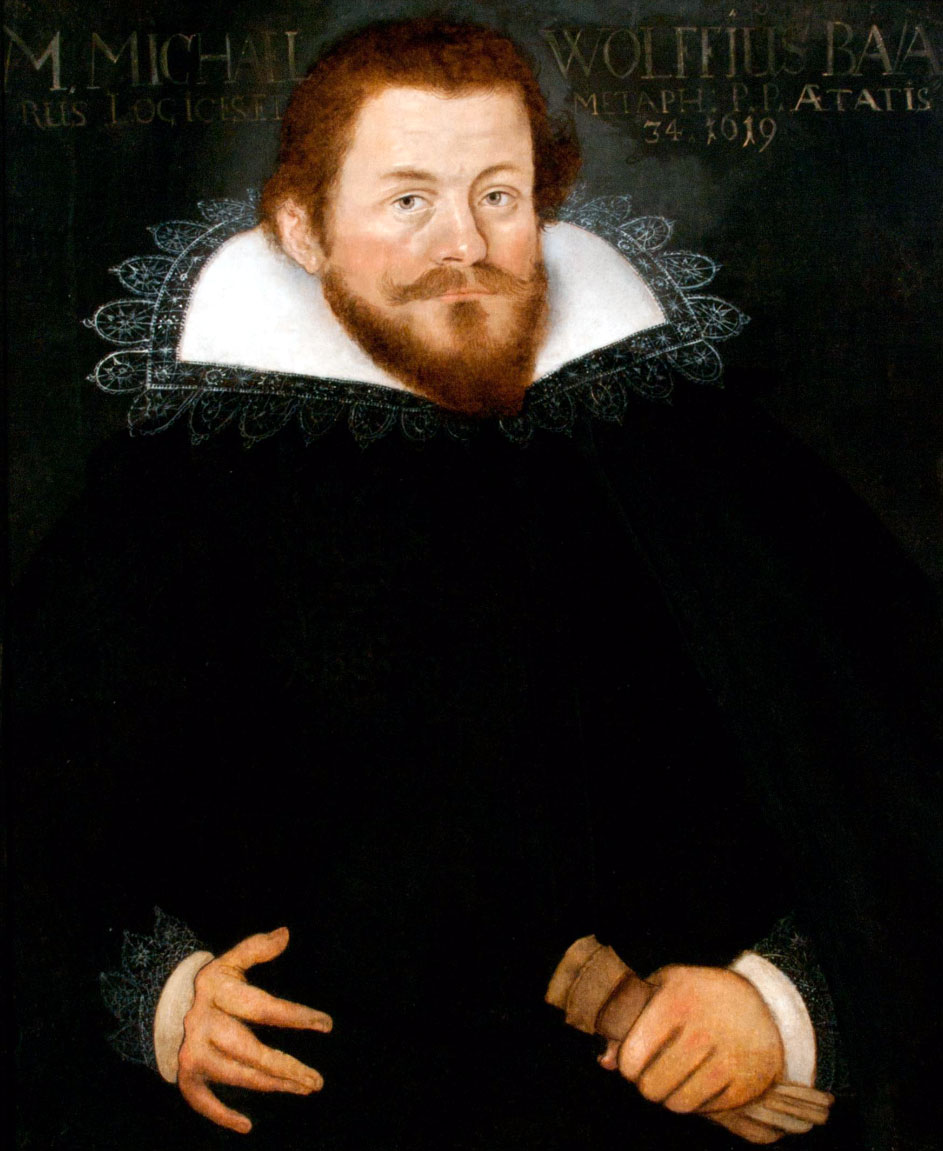
Michael Wolf

Michael Wolf auch: Wolff, Wolfius, (* 3. Oktober 1584 in Regensburg; † 2. April 1623 in Jena) war ein deutscher Mathematiker, Physiker, Logiker und Metaphysiker.

## Leben
Wolf war der Sohn des damaligen Rektors in Regensburg, des späteren Rektors des Gymnasiums in Weimar und dortigen Bürgermeisters Johann Wolf (* 1524; † 3. November 1602) und dessen 1556 geheirateten Frau Elisabeth Schneller, Tochter des Bürgermeisters in Weimar Hans Schneller. Seine ersten Bildungsgrundlagen scheint er in Weimar gelegt zu haben. Im Sommersemester 1601 immatrikulierte er sich an der Universität Jena, wo er am 4. August 1607 den akademischen Grad eines Magisters der philosophischen Wissenschaften erwarb. Nachdem er sich am Vorlesungsbetrieb der Jenaer Hochschule beteiligt hatte, erhielt er dort 1612 die Professur für Mathematik und wurde 1613 Professor für Physik. 1616 übernahm er die Professur für Logik und Metaphysik an der Salana und suchte dabei die Ideen Aristoteles mit der Bibel zu belegen. Auch beteiligte er sich an den organisatorischen Aufgaben der Hochschule. So war er einige Male Dekan der philosophischen Fakultät und im Sommersemester 1617 Rektor der Alma Mater. Jedoch währte seine Wirkungszeit nicht lang, da er im Alter von achtunddreißig Jahren verstarb.
Wolf verheiratete sich am 6. Juni 1614 in Gotha mit Anna Wilke (* 8. Februar 1594 in Gotha; † 17. Juni 1622 in Jena), der Tochter des Rektors am Gymnasium in Gotha Andreas Wilke (* 5. Juli 1562 in Helmershausen; † 19. Juni 1631 in Gotha) und dessen am 28. Oktober 1592 geheirateten Frau Sabina Ferber (auch Färber; * Ohrdruf). Von den aus dieser Ehe stammenden Kindern kennt man die Tochter Annula (Anna, Hannula) Elisabeth Wolf, die mit dem Gothaer Rektor Georg Heß verheiratet war und den Sohn Andreas Wolf.

## Werke (Auswahl)
- Oratio De Veritate : in qua Luculenter ostenditur, nihil Philosophiae ambitu contineri, quod in Theologia falsum sit, cum refutatione praecipuorum argumentorum, quae contrariari videntur. Jena 1613 (archive.thulb.uni-jena.de).
- Disquisitio Physica De Motu, e lib. 3. Phys. Cap. 1. 2. & 3. Jena 1614 (diglib.hab.de).
- Diaskepsis Physiologikē De Elementis In Genere Et Specie Consideratis. Jena 1617 (diglib.hab.de).
- Thomae Aquinatis Libellus Aureus. De Ente Et Essentia: In Gratiarum eorum, qui in Philosophiae adita penetrare satagunt, adiectis quibusdam notulis ac numeris marginalibus, seorsim editus. Jena 1618 (diglib.hab.de).
- Disputationum acroamaticarum quinta de natura et discrimine physici ac mathematici. Jena 1618.
- Disputationum Acroamaticarum Octava De Tribus illis. Jena 1618 (books.google.de).
- Disquisitiones Ad Organum Aristotelis institutae. Jena 1618 (books.google.de).
- Synopsis De Syllogismis : Anonymi cuiusdam brevis & perspicua, antehac Commentario Philoponi in priora Analytica annexa; nunc vero Notis illustrata & sub Disputationum incudem vocata. Jena 1621 (archive.thulb.uni-jena.de).
- Philosophiae Studiosis Salutem Et Incolumitatem! Jena 1623.
- Disputatorium De Miris Diaboli Praestigiis Periculum. Jena 1623.